# Gradnje, Krško
Gradnje so naselje v Občini Krško.